# 箱崎八幡神社 (壱岐市)
箱崎八幡神社（はこざきはちまんじんじゃ）は、長崎県壱岐市芦辺町にある神社。

## 概要
『延喜式神名帳』に記された月読神社と高御祖神社に比定される。月読神社・高御祖神社に比定される神社は他にもあるが、それらの査定は、延宝年間に橘三喜によって行われた誤りであるとされている。そして、後に筥崎宮が勧請されて箱崎八幡神社という名前となったという。『壱岐神社誌』には「最初式内月読神社として創立あり、次で海神の配祀又は龍神の合祀等によりて龍神又は海裏宮となり、下りて八幡神の配祀ありて全く八幡宮の社号の下に其他の社号を蔽はれ、為に延宝四年の査定に過りて式外に列し奉りし者と云ふべし」と記されている。
壱岐氏の末裔の吉野家に伝わる文書によれば、始めは聖武天皇神亀元年（724年）9月13日あるいは延暦6年（787年）に男岳山に祀られ、その後、上里の東屋敷、下里の辻、新庄村の宮地山と遷座し、元禄13年（1700年）に現在の箱崎村根低山へ落ち着いたという。
内殿の棟札に『箱崎八幡宮壱岐国壱岐郡月読宮釣瓶荘潮安郷奉造内殿一宇大宰大弐兼筑後守藤原景資」とあり、右の傍に「正慶元年」、左の傍に「壬申 八月五日　大宮司云云伊岐末茂」とあるという。
月読神社は、一般的な日本神話に現れる月読命ではなく、壱岐独自の神である天月神命を祀る。『日本書紀』顕宗天皇紀では、遣任那使の阿閉事代に「月神」が憑依し、「我が祖先の高皇産霊命は鎔けあっていた天地を想像した功績がある。民地を私に奉れ。私が請うままに献上するならば、福慶があるだろう」と宣託をし、阿閉事代は京に帰って天皇に詳しく申し上げると、山城国葛野郡の歌荒樔田（うたあらすだ）が月神のために与えられ、壱岐県主の祖の押見宿禰が祭祀を行ったとされる。この話に登場する「月神」は天月神命であると考えられている。「歌荒樔田」は現在、京都市西京区松尾大社の境外摂社の月読神社であり、箱崎八幡神社の月読神社から分祀されたと考えられている。
高御祖神社は、上記の話に登場する高皇産霊命を祀る。高御祖神社から分祀されたのが、奈良県橿原市の目原坐高御魂神社であるとされる。